# Variety
Variety er et amerikansk brancheblad for underholdningsindustrien som blev lanceret af Sime Silverman i New York i 1905. I 1933 udsendte Silverman Daily Variety i Hollywood. Begge udgaver udgives fortsat.
Varietys ugentlige udgave distribueres internationalt med en bred dækning af film, TV, teater, musik og teknologi, skrevet for ledere i underholdningsindustrien. Daily Variety, som har hovedkvarter i Los Angeles, leverer nyheder fra filmindustrien i Hollywood og teaterscenen på Broadway. Daily Variety Gotham, udkom første gang i 1998 og er New York-udgaven af tidsskriftet. Denne udgave fokuserer mest på underholdningsindustrien på USAs østkyst. Den produceres tidligere på aftenen end Los Angeles-udgaven, hvilket betyder at den kan leveres i New York allerede den følgende morgen. Variety.com er Internet-versionen af Variety, og var en av de første netaviser som tog betaling for at få tilgang, da den blev lanceret i 1998.
I slutningen af 2008 flyttede Variety sine Los Angeles-kontorer til et højhus på Wilshire Blvd midt i Miracle Mile-området. Højhuset blev døbt Variety Building og har et rødt og oplyst skilt med Variety-logoet på toppen af bygningens nord- og sydside. Huset har 31 etager og en 360 graders udsigt over byen.

## Eksternt link
- Variety.com